# Vultee A-31 Vengeance
O Vultee A-31 Vengeance foi um bombardeiro de mergulho norte-americano da Segunda Guerra Mundial. Construído pela Vultee Aircraft, uma versão modificada também foi produzida, o A-35. Apesar de não ter sido usado em combate pelos Estados Unidos, foi usado na linha da frente pela Real Força Aérea, Real Força Aérea Australiana e Força Aérea Indiana.